# Rymovirus
Genre
Espèces de rang inférieur
- espèce-type : Ryegrass mosaic virus

Rymovirus est un genre de virus appartenant à la famille des Potyviridae, qui contient 3 espèces acceptées par l'ICTV. Ce sont des virus à ARN à simple brin de polarité positive (ARNmc), rattachés au groupe IV de la classification Baltimore.
Ces virus infectent exclusivement des plantes (phytovirus) monocotylédones de la famille des Poaceae (graminées), avec une gamme d'hôtes relativement étroite. Ils sont généralement transmis par des acariens de la famille des Eriophyidae, appartenant à es espèces différentes de celle qui transmettent les Tritimovirus. La plupart des Rymovirus sont transmissibles expérimentalement par inoculation mécanique.

## Structure
Les particules sont des virions non-enveloppés, flexueux, filamenteux, à symétrie hélicoïdale, de 690 à 720 nm de long (ou 500 à 600 et 200 à 300 nm pour les virus bipartites) sur 12 à 15 nm de diamètre. Ces virus induisent la formation de corps d'inclusion (en) caractéristiques dans les cellules végétales infectées.
Le génome, monopartite (non segmenté) ou bipartite, est un ARN linéaire à simple brin de sens positif, dont la taille est de 9 à 10 kbases.

## Liste d'espèces
Selon NCBI (17 janvier 2021) :
- Agropyron mosaic virus (AgMV)
- Hordeum mosaic virus (HoMV)
- Ryegrass mosaic virus (RMV)